# Luigi Luiggi

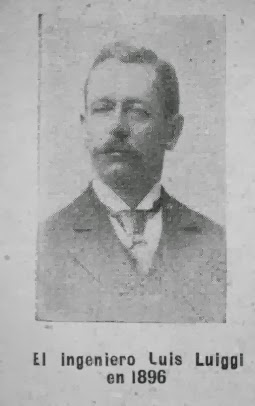
Luigi Luiggi

Luigi Luiggi (* 3. August 1856 in Genua; † 1. Februar 1931 in Rom) war ein weltweit tätiger Architekt und Senator des italienischen Parlaments.

## Leben und Werk
Luigi Luiggi war als Ingenieur international in der Errichtung von Stadt- und Hafenanlagen aktiv. Er verfolgte Projekte in Italien, Afrika und Südamerika. Er leitete das Kabinett am Ministerium für öffentliche Arbeiten von 1892 bis 1893. Im Auftrag der italienischen Regierung legte er 1912 den Plan für die Stadtentwicklung von Tripolis in Libyen vor. In Argentinien war er der Planer und Gründer von Puerto Belgrano. 1921 wurde Luiggi im Wahlkreis Genua für die 26. Legislaturperiode als Abgeordneter in die Camera dei deputati gewählt, im September 1924 wurde er zum Senator ernannt.

## Werke
- I porti di Hull, di Grimsby e di Goole sul fiume Humber. Rom 1890
- Dockanlagen: Aufschleppen, Schwimmdocks und Trockendocks für große Schiffe in Italien. Brüssel 1911 (auch: Cales de halage, bassins flottants et formes de radoub existant en Italie pour les grands navires : rapport par L. Luiggi au 12.e Congrès International de Navigation, Philadelphie 1912, 2.e section : navigation maritime, 1.e question)
- Works for the Improvement of Navigable Estuaries. 1915 (Paper für den Internationalen Ingenieurkongreß in San Francisco, September 1915)

## Auszeichnungen
- Ritterorden der hl. Mauritius und Lazarus
- Orden der Krone von Italien
- Gedenkmedaille um die Feldzüge in Afrika
- Erinnerungsmedaille an den italienisch-türkischen Krieg
- Erinnerungsmedaille an den italienisch-österreichischen Krieg
- Gedenkmedaille zur Einheit Italiens
- Interalliierte Siegesmedaille (Italien)
- Ritter der Ehrenlegion